# Religia w Republice Zielonego Przylądka
| Religia             | Pew Research Center, 2010 | Operation World, 2010 | ARDA, 2015 |
| ------------------- | ------------------------- | --------------------- | ---------- |
| Chrześcijanie       | 89,1%                     | 94,56%                | 94,9%      |
| Katolicyzm          | 78,7%                     | 89,3%                 | 81,8%      |
| Protestantyzm       | 7,2%                      | 6,4%                  | 9,7%       |
| Muzułmanie          | 0,1%                      | 3,1%                  | 2,8%       |
| Religie afrykańskie | 1,5%                      | 1%                    | –          |
| Brak religii        | –                         | 1,2%                  | 0,9%       |

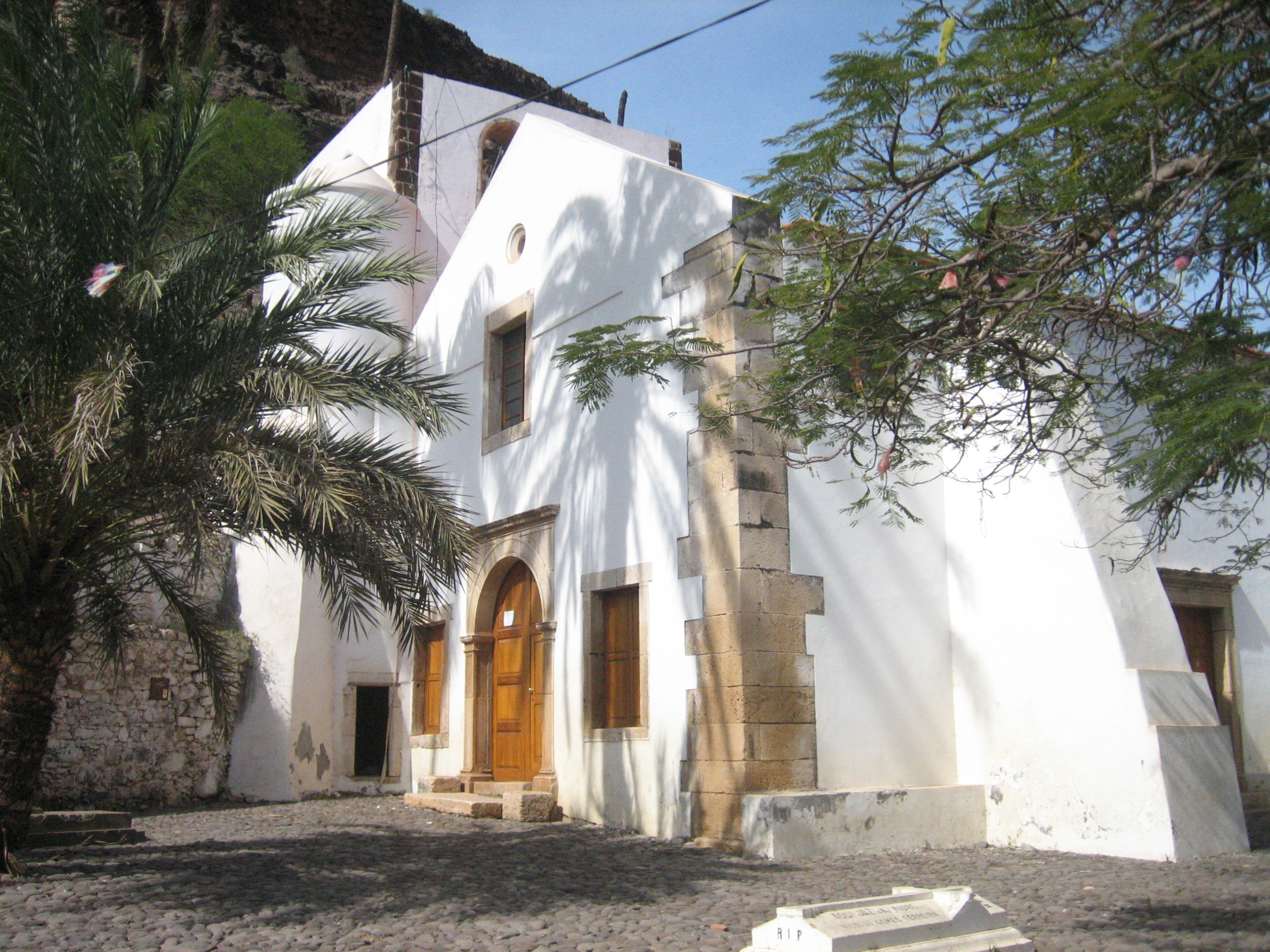
Kościół na wyspie Santiago

Religia w Republice Zielonego Przylądka – dominującą religię w Republice Zielonego Przylądka stanowi chrześcijaństwo (zob. chrześcijaństwo w Republice Zielonego Przylądka), którego najliczniejszym nurtem jest katolicyzm. Największą wspólnotę protestancką stanowi Kościół Nazarejczyka. W Republice Zielonego Przylądka istnieją małe społeczności bahaickie i muzułmańskie. Liczba ateistów szacowana jest na mniej niż 1 procent populacji.
Konstytucja Republiki Zielonego Przylądka zapewnia wolność wyznania, a rząd na ogół przestrzega tego prawa w praktyce. Rząd Stanów Zjednoczonych w raporcie z 2007 roku, nie zarejestrował doniesień o nadużyciach społecznych oraz dyskryminacji ze względu na przekonania lub praktyki religijne.